# Risa Yamaki
Risa Yamaki este o fostă cântăreață de pop japonez și idol japonez nascută în anul 1997, fostă membră din Country Musume. Ea a făcut parte din Hello Pro Kenshuusei din 2013 până în 2014

## Profil
- Nume:Risa Yamaki
- Nickname:Yamakki
- Data de nașterii:14 octombrie 1997
- Tipul de sânge:B
- Înălțime:157 cm
- Hobby-uri preferate:Pian,Hello! Project

## Trivia
- Ea crede Morning Musume ca artiști,nu idoli
- Manga ei preferata este Fruits Basket
- Ea face Keito High School

## Trupe
- Country Musume
- Hello Pro Kenshuusei

## Media

### Televiziune
- Onedari Entame Hapi Pure

### Teatru
- Bokutachi Karen na Shounen Gasshoudan
- Kurukuru to Shi to Shitto